# 东方海惠堂 ～ Marine Benefit.
《东方海惠堂 ～ Marine Benefit.》是由同人组织原色空间制作的一款弹幕射击游戏，为东方Project的二次创作。
最初本游戏是使用flash制作的，后来作者自制了引擎并重制为PC游戏。

## 游戏系统
本作采用了和东方Project类似的游戏系统。玩家需要操作自机（主角）向敌机（敌人）射击，同时避免被敌机发射的子弹击中。玩家也可以发动BOMB（符卡）进行特殊的攻击。在每关的中间和结尾，玩家需要击败特定敌方头目（即道中BOSS和关卡BOSS）才能继续游戏。
本作与东方基本系统的差异在于加入了氢点、氧点系统和气泡系统。

### 氢点和氧点
敌人被击中时可能会掉落“H”和“O”，分别对应氢点和氧点，获得相应点的数量会因自机的选择而有所不同。通过擦弹（近距离躲避子弹）也可以获取氧点。
游戏画面左侧有蓝色和黄色的两条实心刻度线提示已收集的氢点和氧点数量，当氢点集满（实心刻度线与空心刻度线重合）时，BOMB+1；而氧点集满时，残机（剩余生命）+1。

### 气泡
在部分BOSS的符卡中，玩家会被要求进入气泡中。此后，如果自机触碰到了气泡的边界，就会被判定为miss（被击中）。

## 剧情
仲夏，博丽神社的巫女——博丽灵梦感到很无聊、不想动弹的一天，幻想乡不知何时下过了一场大雨，而且突然出现了一片海。
正当博丽灵梦和像往常一样到神社里来的魔法使雾雨魔理沙闲聊时，不知何时出现的山上的巫女，东风谷早苗愤怒地要求去抓犯人。
灵梦对此不以为然，并意气洋洋地要去看海，却被八云紫抓住并告知，如果一直下雨的话，水会超过容量从而结界有崩坏的可能性。
为了探索源头，红色的巫女、蓝色的魔法使，还有绿色的巫女，三色的人类在再度下起的雨中，飞向了辽阔的海洋。

## 游戏角色

### 自机
博丽灵梦（ Hakurei Reimu）
特殊：决死判定时间长、氧点收集加倍
博丽神社的巫女。起初对突然出现的海并不在意，在之后被八云紫说教后不得不去寻找这片海出现的原因。
雾雨魔理沙（ Kirisame Marisa）
特殊：道具收集范围广、氢点收集加倍
普通的魔法使。对突然出现的海很感兴趣，于是就穿上蓝衣服潜入了水中。
东风谷早苗（ Kochiya Sanae）
特殊：主武器攻击力高、miss后容易恢复攻击力
守矢神社的巫女。不太习惯妖怪退治。对持续不断的下雨感到很烦恼。

### 敌机
须佐乃森木叶（ Susanomori Konoha）
第一关头目，妖怪狸猫。一直很喜欢恶作剧，吃尽苦头也不知悔改。很擅长通过变化来欺骗人类。
性格温和，经常和妖精一起恶作剧。但不知是不是因为运气不好，每次都是她自己受报复。
涡岛鸣子（ Uzushima Naruko）
第二关头目，单纯的妖怪。她在海面上制造旋涡，把卷入的鱼当做主食。
雨津海遥（ Amazu Miyo）
第三关中间头目，拿着勺子在海面上游荡的幽灵。手上拿着的勺子可以无视容积舀入大量的水。
水无月燕（ Minazuki Tubame）
第三关关卡头目，弹着琵琶在海面上自由地走来走去的妖怪。把自己的预言告诉来到海里的人后就会离开。
深堂香澄（ Sindou Kasumi）
第四关头目，住在海惠堂的贝类妖怪。平时总是叼着一个烟斗，但是烟斗里并没有烟草，只是一种象征性的物品。
因为想模仿抽烟的样子，所以她通过呼吸来制造烟雾。这种烟雾可以产生幻象，使人迷惑。
八百比惠（ Yaobi Megumi）
第五关头目、第六关中间头目，住在海惠堂本堂的人鱼从者之一。
她是八百比海琴用能力创造的“第一个”生命并受到宠爱，因此性格蛮横，容易感情用事。
八百比海琴（ Yaobi Mikoto）
第六关关卡头目、Extra关中间头目，神明，有创造生命程度的能力。原本住在湖里，并在那里用能力创造了包括八百比惠在内的几个从者。
本可以过普通的生活，但她却对自己的居所感到不满意，并在后来把湖变成了海。
观福宫乙姬（ Kanpukugu Otohime）
Extra关关卡头目，异界人，能够操纵时间轴。她将自己的一个能将淡水变成咸水的石臼送给了八百比海琴，并帮忙把湖变成了海。

## 评价
本作是第一个比较成功的包含原创角色的东方同人STG。其主角为主、原创为辅的模式也被之后的同人创作接纳。